# Обществен съвет към МВР
Общественият съвет към Министерството на вътрешните работи е предложен от Румен Петков в качеството му на министър на вътрешните работи на България в новосформираното правителство с премиер Сергей Станишев през лятото на 2005 година в България.
Министър Петков прави несполучлив опит чрез предложен нов закон за министерството на вътрешните работи да създаде структура, състояща се от бивши кадрови офицери и служители, включително на комунистическата Държавна сигурност за ползване експертна професионална помощ в областта на националната сигурност и вътрешния ред.
Предложението за създаване на такава особена структура със съветнически функции към вътрешния министър става повод на 14 септември 2005 г.генерал Бойко Борисов да подаде оставка за втори път като главен секретар на МВР след т.нар. „Яхтен скандал“ от 2003 г. На 13 септември 2005 г. Румен Петков обявява решението си да сформира 13-членен обществен съвет към министерството с преобладаващо присъствие на бивши кадрови офицери и служители на комунистическите тайни служби.
Румен Петков заявява, че предлаганият съвет ще е „гарант пред гражданското общество, че дейността на министерството ще е коригирана и ще подлежи на обществен и професионален контрол“. Критиците на проекта изтъкват, че няма ясен критерий за подбор на членовете му, в отговор на което Румен Петков заявяа, че набирането е по признак „бивши министри на МВР и бивши главни секретари“, но от него липсват бивши ключови фигури като Йордан Соколов и т.н.
Идеята на Румен Петков предизвиква обществена дискусия и спор. Под натиска на партньорски служби от НАТО се проваля.
13-те членове на съвета, предложени от Румен Петков, са:
1. Любен Гоцев
2. Пенчо Пенев
3. Чавдар Червенков
4. Богомил Бонев
5. Людмил Маринчевски
6. Тодор Бояджиев
7. Коста Богацевски
8. Георги Ламбов
9. Румен Стоилов
10. Бриго Аспарухов
11. Павел Николов
12. Горан Симеонов
13. Гиньо Ганев